# 크라이스트처치 대성당 (크라이스트처치)

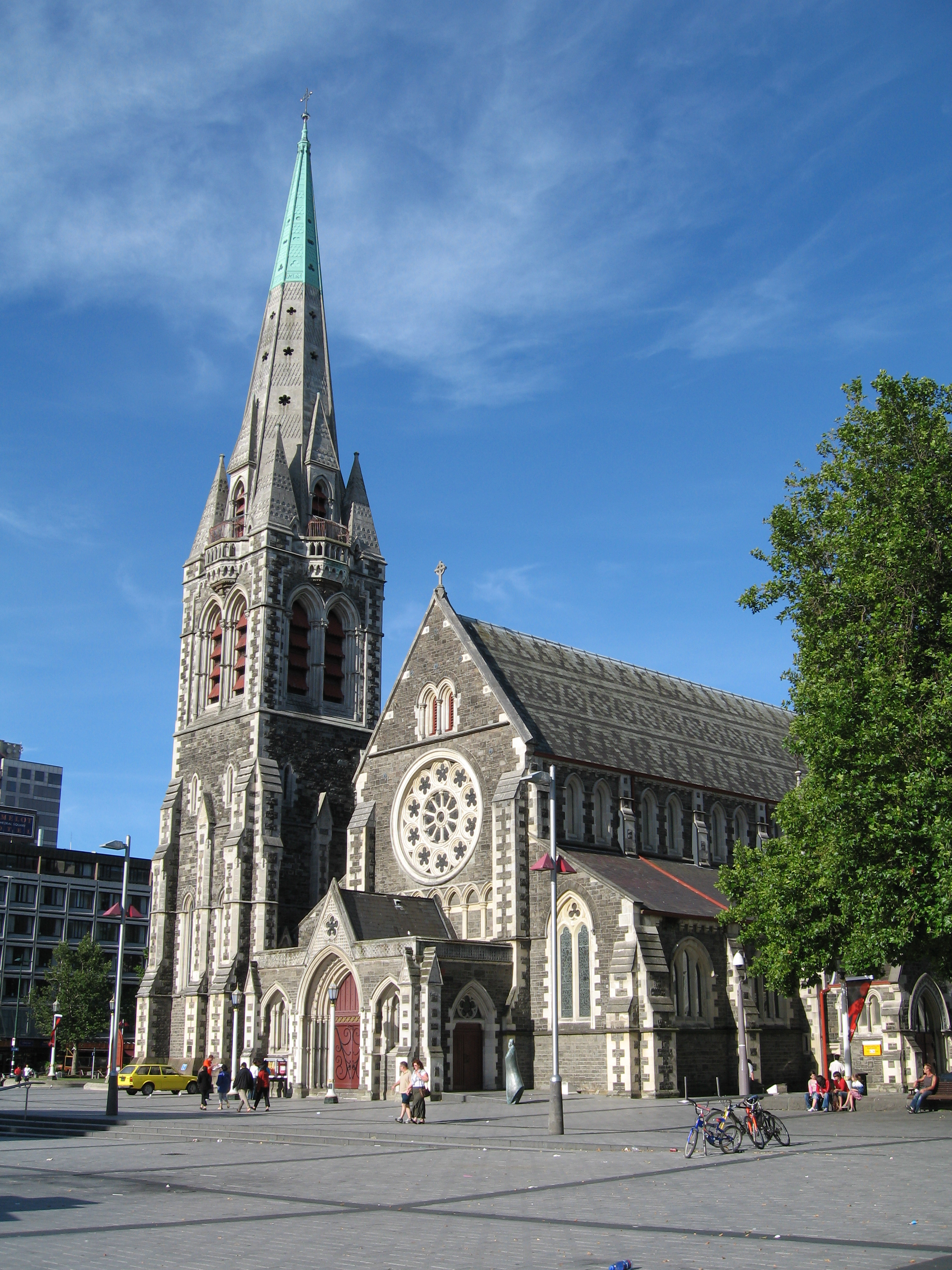
크라이스트처치 대성당

크라이스트처치 대성당(The Anglican cathedral of ChristChurch)은 뉴질랜드 크라이스트처치 시내에 있는 영국 성공회의 교회로 19세기 후반에 세워졌다. 시의 중심에 위치하고 있으며, 캐씨드럴 광장이 둘러싸고 있다. 크라이스트처치 주교의 성당 자리이다.

## 개요
1864년 주춧돌이 놓여졌지만, 갓 시작한 시의 재정적인 어려움으로 인해 1865년과 1873년 사이에 부분 완공을 했다. 본당의 회중석과 교회탑은 1881년 만들어졌으며, 1904년까지도 건축이 끝나지 않았다.
원래는 영국인 조지 길버트 스콧이 뉴질랜드 건축가 벤자민 마운트포트와 함께 그곳의 감독 건물로 설계한 것이었다. 원래의 계획은 목조건물이었지만, 그 지방에서 주택용으로 쓰일 양질의 석재를 발견했기 때문에 계획이 변경되었다. 지붕을 지지하는 것으로는 뱅크스 반도의 토타라와 마타이 목재가 사용되었다.
성당의 첨탑은 캐씨드럴 광장 위로 63m 높이로 솟아 있다. 첨탑은 크라이스트처치 시내를 한 눈에 볼 수 있는 훌륭한 관측소이다. 이 첨탑은 지진으로 인해 세 번의 손상을 입은 적이 있다. 세 번째 파손 이후에 1901년 석재 건축물은 보다 풍화된 구리판으로 탄력있는 표면을 가진 재료로 대체되었다.
2006년에서 2007년까지 이 성당은 원래의 지붕 슬레이트 타일을 제거하고 대체하는 대규모 보수작업을 실시하였다.
2010년 캔터베리 지진 이후 성당의 대리인은 손상 정도를 확인할 수 없었다고 밝혔다. 2010년 엔지니어에 의해 안전조사를 한 이후 안전하다고 밝혔다. 하지만, 2011년 일어난 2011년 크라이스트처치 지진으로 지붕과 한쪽 면이 완전이 붕괴되었다.